# Living on Velvet
Living on Velvet is een Amerikaanse dramafilm uit 1935 onder regie van Frank Borzage.

## Verhaal
De jonge, rijke Amy Prentiss leert op een feestje de piloot Terry Parker kennen. Zij vindt Terry erg charmant, maar ze kent zijn geheim niet. Hij was betrokken bij een vliegramp, waar zijn ouders en zus bij verongelukten. Terry en Amy zijn eerst erg gelukkig samen, maar al vlug duwen Terry's schuldgevoelens hem steeds verder in zijn isolement.

## Rolverdeling
| Acteur              | Personage       |
| ------------------- | --------------- |
| Kay Francis         | Amy Prentiss    |
| George Brent        | Terry Parker    |
| Warren William      | Gibraltar       |
| Russell Hicks       | Majoor          |
| Maude Turner Gordon | Mevrouw Parker  |
| Samuel S. Hinds     | Henry L. Parker |
| Martha Merrill      | Cynthia Parker  |
| Helen Lowell        | Tante Martha    |
| Henry O'Neill       | Harold Thornton |
| Edgar Kennedy       | Buffetbediende  |